# Amiga Dream
Az Amiga Dream a Posse Press (a PC Team kiadója) első kiadványa. Romain Canonge, az Amiga Revue volt újságírója, Francis Poulain, a volt Commodore France műszaki részlegének tagja és Christine Robert, az Amiga Revue volt szerkesztője alapította. Az első lapszáma 1993 novemberében, a Commodore International harmadik játékkonzoljának; az Amiga CD32 franciaországi kiadásával egyedidőben jelent meg. A magazin 2005 októberében szűnt meg (Login: néven).
Az Amiga Dream volt az első francia Amiga magazin, melyhez demó lemezeket mellékeltek. Ezen lemezeken általában kereskedelmi programok próbaverziói, shareware szoftverek, játékdemók, valamint a demomaker csapatok videói voltak megtalálhatóak.
A magazinnak volt egy kabalája; Dreamette, amit Eric Wegscheider és Christophe Bardon tervezett. Dreamettet később egy őrült tudós figurájával váltották le.
Az Amiga bukását követően a magazin fokozatosan elkezdte bemutatni az alternatív operációs rendszereket, köztük az AtheOS-t, a BeOS-t, NeXTSTEP-et, a RiscOS-t és a Linuxot, valamint a különböző programozási nyelveken történő programozást.
Ennek tükröződéseként váltott nevet a magazin Login:-re.
A Login: utolsó lapszáma 2005 októberében jelent meg.